# Receita tributária
Receita tributária  é toda fonte de renda que deriva da arrecadação estatal de tributos, dos quais são espécies os Impostos, as Taxas, as Contribuições de Melhoria, os Empréstimos Compulsórios e as Contribuições Especiais, todos prefixadas em lei em caráter permanente ou não. Teoricamente, as receitas tributárias tem como finalidade o custeio das despesas estatais e suas necessidades de investimento. Para o Estado cumprir com seus compromissos, precisa arrecadar recursos financeiros, que são obtidos principalmente através da atividade tributária.
As receitas tributárias fazem parte da receita pública. Mas não compreendem outras fontes de receita do Estado, como as receitas das empresas estatais, a remuneração dos investimentos do Estado e os juros das dívidas fiscais.

## Conceito
Segundo Aliomar Baleeiro, entende-se por receita pública é “a entrada que, integrando-se ao patrimônio público sem quaisquer reservas, condições ou correspondência no passivo, vem acrescer o seu vulto, como elemento novo e positivo”.
As receitas públicas podem ser originárias, derivadas e transferidas.

### Receitas originárias
São obtidas com a exploração do próprio patrimônio da administração pública,  por meio da alienação de bens ou serviços. Tem natureza dominial,  pois são arrecadadas com a exploração de uma atividade econômica pelo próprio Estado. Decorrem, principalmente, das rendas do patrimônio imobiliário, das tarifas de ingressos comerciais, de serviços e até mesmo venda de produtos industrializados.
Exemplos: Bens vacantes (São aqueles de herança de imóvel, pelos quais, depois de feitas as diligências legais cabíveis, não aparecem os herdeiros), doações e preços públicos.

### Receitas derivadas
São provenientes do poder impositivo do Estado sobre um patrimônio alheio. Trata-se de recursos obtidos com os tributos, com as penalidades e com reparações de guerra. As receitas derivadas são auferidas com:
- Imposto: é um tributo não vinculado à atividade estatal;
- Taxa: é um tributo vinculado;
- Contribuições de melhoria: é um tributo decorrente da valorização imobiliária provocada por obra pública;
- Empréstimos compulsórios: é um tributo vinculado a uma finalidade específica, caracterizando-se pela restituição, após algum tempo, do valor pago;
- Contribuições sociais: são tributos que surgem com fatos geradores quaisquer, vinculados a finalidades sociais.
- Sanções: refere-se a multas e penalidades pecuniárias. (multa não é tributo)
- Reparações de guerra: valores devidos por outros países em decorrência de guerra.

### Receitas transferidas
São arrecadadas por outra entidade política, diversa da que vai utilizá-las. Originam-se da transferência das receitas tributárias. No caso do Brasil, na forma dos arts. 157 a 159 da Constituição brasileira Federal.

## Periodicidade
Quanto a periodicidade as receitas públicas são classificadas em ordinária e extraordinária.

### Receita ordinária
É a arrecadada regularmente em cada período financeiro. São as receitas periódicas previstas no orçamento público.

### Receita extraordinária
É arrecadada pelo Estado com caráter de temporalidade ou excepcionalidade, ou seja, não é uma arrecadação de modo contínuo, como impostos e taxas que fazem parte da Receita Ordinária.

## Categoria econômica
Quanto a categoria econômica, prevista na Lei 4320/64, a receita pública classifica-se em receitas correntes e receitas de capital.

### Receita Correntes
São as receitas tributárias, patrimoniais, industriais e diversas e, ainda, as provenientes de recursos financeiros recebidos de outras pessoas de direito público ou privado, quando destinados a atender as despesas correntes. São assim classificadas pelo art. 11 da Lei 4.320/64:
- Receita tributária
  - Impostos
  - Taxas
  - Contribuições de melhoria
- Receita de contribuições
- Receita patrimonial
- Receita agropecuária
- Receita industrial
- Receita de serviços
- Transferências correntes
- Outras receitas correntes

### Receita de Capital
Decorrem da constituição de dívidas, da conversão de bens e direitos, do recebimento de recursos de outras pessoas de direito público ou privado, destinados a atender as despesas de capital. Também são receitas de capital o superávit do orçamento corrente. São assim classificadas pelo art. 11 da Lei 4.320/64:
- Operações de crédito
- Alienação de bens
- Amortização de empréstimos
- Transferências de capital
- Outras receitas de capital

## Ligação externa
- Lei nº 4.320, de 17 de março de 1964.